# Manuel Sánchez Torres
Manuel Sánchez Torres (Terrassa (Spanje), 1 januari 1960) is een voormalig Spaans voetballer die opgroeide in Nederland en daar vooral furore maakte in de Eredivisie. Hij stond doorgaans op de positie van rechterspits.

## Biografie
Sánchez Torres werd geboren in Catalonie in de provincie Barcelona en verhuisde op zevenjarige leeftijd met zijn familie naar het Twentse Almelo. Hij ging voetballen bij de plaatselijke amateurclub PH Almelo en werd in 1977 ingelijfd door FC Twente. Op 17 september 1978 debuteerde hij in de Eredivisie. Sánchez Torres viel in de 74e minuut in een thuiswedstrijd tegen Sparta in voor Jaap Bos. Enkele weken later scoorde hij zijn eerste Eredivisiedoelpunt, in een uitwedstrijd tegen Haarlem. Hij had op dat moment al een basisplaats veroverd.
De kleine en pezige Sánchez Torres viel vooral op door zijn snelheid, slimheid en doelgerichtheid. Hij is temperamentvol en groeide in Enschede al snel uit tot een publiekslieveling. Zijn beste jaren bij FC Twente waren de seizoenen 1980/81 en 1981/82. In dat laatste jaar werd hij met vijftien doelpunten clubtopscorer. In 1983 degradeerde Sánchez Torres met Twente naar de Eerste divisie, om een jaar later weer te promoveren. Hoewel hij de Spaanse nationaliteit had, was Sánchez Torres in deze periode nadrukkelijk in beeld voor een plek in het Nederlands elftal.
Aangezien echter ook zijn vaderland interesse begon te tonen, kwam het niet tot naturalisatie en een debuut in Oranje. In 1983 was Sánchez Torres op trainingsstage bij Real Madrid, maar omdat de clubs het niet eens konden worden over de vergoeding ging de transfer niet door. In 1985 volgde alsnog een overgang naar de Primera División. Sánchez Torres ging voor 935.000 gulden naar Valencia CF. In het eerste seizoen was hij basisspeler bij Valencia. De club degradeerde echter in 1986 en onder de nieuwe trainer Alfredo Di Stéfano was hij regelmatig bankzitter. In 1987 keerde hij terug naar Nederland en tekende hij een contract bij Roda JC.
De prestaties werden echter minder en Sánchez Torres was geregeld geblesseerd. Halverwege het seizoen 1989/90 vertrok hij op huurbasis naar N.E.C.. Ook het seizoen daarop voetbalde hij voor de Nijmegenaren en werd hij ondanks een langdurige blessure clubtopscorer. NEC degradeerde echter en Sánchez Torres voelde niets voor een sterk verlaagd contract. Hij voetbalde een jaar voor de amateurclub Sportclub Enschede om in het seizoen 1992/93 nog een jaar terug te keren in het betaalde voetbal, bij Heracles uit Almelo.
Na zijn voetbalcarrière werkte Sánchez Torres als welzijnswerker met lichamelijk gehandicapte jongeren. Vanaf het seizoen 2012-2013 traint en coacht hij RKSV NEO uit Borne.

## Clubstatistieken
| Seizoen | Club            | Competitie         | Duels | Goals |
| ------- | --------------- | ------------------ | ----- | ----- |
| 1978/79 | FC Twente '65   | Eredivisie         | 23    | 3     |
| 1979/80 | FC Twente '65   | Eredivisie         | 5     | 0     |
| 1980/81 | FC Twente       | Eredivisie         | 31    | 11    |
| 1981/82 | FC Twente       | Eredivisie         | 33    | 15    |
| 1982/83 | FC Twente       | Eredivisie         | 21    | 3     |
| 1983/84 | FC Twente       | Eerste divisie     | 26    | 11    |
| 1984/85 | FC Twente       | Eredivisie         | 33    | 10    |
| 1985/86 | Valencia CF     | Primera División   | 23    | 2     |
| 1986/87 | Valencia CF     | Segunda División A | 10    | 0     |
| 1987/88 | Roda JC         | Eredivisie         | 18    | 2     |
| 1988/89 | Roda JC         | Eredivisie         | 18    | 2     |
| 1989/90 | Roda JC         | Eredivisie         | 0     | 0     |
| 1990/91 | N.E.C.          | Eredivisie         | 12    | 4     |
| 1992/93 | SC Heracles '74 | Eerste divisie     | 12    | 1     |